# La Chaux (Orne)
La Chaux és un municipi francès situat al departament de l'Orne i a la regió de Normandia. L'any 2007 tenia 58 habitants.

## Demografia

### Població
El 2007 la població de fet de La Chaux era de 58 persones. Hi havia 24 famílies de les quals 8 eren unipersonals (8 homes vivint sols), 8 parelles sense fills i 8 parelles amb fills.
La població ha evolucionat segons el següent gràfic:
Habitants censats

### Habitatges
El 2007 hi havia 33 habitatges, 24 eren l'habitatge principal de la família, 8 eren segones residències i 1 estava desocupat. Tots els 33 habitatges eren cases. Dels 24 habitatges principals, 18 estaven ocupats pels seus propietaris, 5 estaven llogats i ocupats pels llogaters i 1 estava cedit a títol gratuït; 10 tenien tres cambres, 4 en tenien quatre i 10 en tenien cinc o més. 21 habitatges disposaven pel capbaix d'una plaça de pàrquing. A 13 habitatges hi havia un automòbil i a 10 n'hi havia dos o més.

### Piràmide de població
La piràmide de població per edats i sexe el 2009 era:
| Homes | Edats   | Dones |
| ----- | ------- | ----- |
| 0     | 95 o +  | 0     |
| 0     | 90 a 94 | 0     |
| 0     | 85 a 89 | 0     |
| 0     | 80 a 84 | 0     |
| 4     | 75 a 79 | 0     |
| 0     | 70 a 74 | 4     |
| 4     | 65 a 69 | 4     |
| 0     | 60 a 64 | 0     |
| 4     | 55 a 59 | 0     |
| 4     | 50 a 54 | 0     |
| 0     | 45 a 49 | 4     |
| 0     | 40 a 44 | 0     |
| 0     | 35 a 39 | 0     |
| 4     | 30 a 34 | 0     |
| 0     | 25 a 29 | 0     |
| 0     | 20 a 24 | 4     |
| 0     | 15 a 19 | 0     |
| 0     | 10 a 14 | 0     |
| 0     | 5 a 9   | 0     |
| 0     | 0 a 4   | 4     |

## Economia
El 2007 la població en edat de treballar era de 34 persones, 27 eren actives i 7 eren inactives. De les 27 persones actives 25 estaven ocupades (14 homes i 11 dones) i 2 estaven aturades (2 dones i 2 dones). De les 7 persones inactives 5 estaven jubilades i 2 estaven estudiant.
Activitats econòmiques
L'únic establiment que hi havia el 2007 era d'una empresa de serveis.
L'any 2000 a La Chaux hi havia 5 explotacions agrícoles.

## Poblacions més properes
El següent diagrama mostra les poblacions més properes.